# Mohammad Ilyas Kashmiri
Mohammad Ilyas Kashmiri (Urdu محمد الیاس کشمیری DMG Muḥammad Ilyās Kašmīrī; * 2. Januar oder 10. Februar 1964 in Bhimber; † 3. Juni 2011 in Wasiristan) war ein pakistanischer Terrorist. Als arabischer Rechtsgelehrter hielt er die Titel Mufti und Maulana und benutzte auch die Namen Elias al-Kashmiri und Naib Amir Ilyas.

## Leben
Kashmiri wurde entweder am 2. Januar oder am 10. Februar 1964 in dem pakistanischen Dorf Bhimber im Samahani-Tal im Kaschmir geboren. In den 1980er Jahren kämpfte er auf der Seite der Mudschahedin im Sowjetisch-Afghanischen Krieg gegen die sowjetischen Streitkräfte. Der schon damals als fanatisch und äußerst gewaltbereit geltende Kashmiri schloss sich nach dem Krieg islamistischen Rebellen in seiner Heimat Kaschmir an. Am 26. Februar 2000 führte er mit 25 Militanten eine Guerilla-Operation gegen die Indischen Streitkräfte im damaligen Nakyal-Sektor, umstellte einen ihrer Bunker und beschoss ihn mit Granaten. Er entführte einen verletzten Offizier und durchschnitt später dessen Kehle. Kashmiri kehrte mit seinem Kopf zurück und präsentierte ihn dem damaligen Chef der Armee, General Pervez Musharraf (1943–2023), worauf er mit 100.000 Pakistanischen Rupien belohnt wurde.
Seitdem Musharraf als Präsident Pakistans mit den Vereinigten Staaten zusammenarbeitete, galt Kashmiri als militanter Gegner und bekämpfte seine Regierung. Nach einem missglückten Attentat auf Musharraf am 14. Dezember 2003 wurde Kashmiri unter Arrest gestellt, musste aber aus Mangel an Beweisen wieder frei gelassen werden. Trotzdem arbeitete er eng mit dem pakistanischen Militärnachrichtendienst Inter-Services Intelligence (ISI) zusammen, der trotz Allianz Pakistans mit den Vereinigten Staaten die Islamische Talibanbewegung Afghanistans und die al-Qaida Pakistans und Afghanistans unterstützt.

## Terrorismus
Kashmiri flüchtete Anfang 2004 nach Wasiristan und stieg dort zum Oberbefehlshaber des Distrikts Jammu & Kashmir der Terrororganisation Harkat ul-Jihad-i-Islami (HUJI) auf, was „Bewegung für den Islamischen Kampf“ bedeutet. Diese aus mehreren hundert Mitgliedern bestehende Organisation kämpft hauptsächlich im indischen Teil Kaschmirs für ein freies Kaschmir, ist aber auch in Bangladesch, Tschetschenien, Xinjiang in China, Usbekistan und Tadschikistan aktiv. Von allen islamischen Terrororganisationen verzeichnet sie heute die höchste Zahl an  Märtyrern. Zudem wird sie vom ISI unterstützt und bekam Trainingscamps gesponsert.
Kashmiri plante zusammen mit weiteren Drahtziehern das Attentat von Mumbai im November 2008, bei dem 175 Menschen getötet wurden. Nach einem Angriff der USA mit einer Drohne in Nord-Wasiristan 2009 hatten pakistanische Quellen ihn vorschnell für tot erklärt. Kurz darauf gab Kashmiri ein Interview. Er bekannte sich zum Anschlagsversuch auf die dänische Zeitung Jyllands-Posten vom November 2009, in der einige Jahre zuvor Karikaturen erschienen waren, die Mohammed unter anderem als Terroristen gezeigt haben sollen, sowie zum Angriff auf die German Bakery in Pune im Februar 2010, bei dem 17 Menschen starben und etwa 60 verletzt wurden.
Kashmiri plante daraufhin zusammen mit weiteren Terroristen einen Anschlag auf dem Times Square in New York City, der am 1. Mai 2010 jedoch vereitelt werden konnte. Ein Verkäufer entdeckte Rauch, der aus einem Geländewagen quoll, und alarmierte die Polizei, die mit einem Bombenentschärfungskommando anrückte und die Bombe rechtzeitig entschärfen konnte. Der Sprengsatz bestand aus Feuerwerkskörpern, drei Propangasflaschen, zwei 20-l-Benzin-Kanistern und Batterien. Es hätte eine enorme Detonation und ein großes Feuer geben können. Da der Sprengsatz amateurhaft konstruiert wurde, war man erst gar nicht von Taliban-Terrorgruppen als Tätern ausgegangen. Jedoch bekannte sich am darauffolgenden Tag eine Terrorgruppe unter Kashmiri per Video zu dem Anschlag.
Bis zu seinem Tod war Kashmiri im Netzwerk der al-Qaida für die Planung der Terroranschläge in Europa und Indien mit verantwortlich. Ab August 2010 stand er mit auf der UN-Liste der meistgesuchten Terroristen und galt als einer der weltweit gefährlichsten.